# Милепини (Милано)
Милепини је насеље у Италији у округу Милано, региону Ломбардија.
Према процени из 2011. у насељу је живело 2098 становника. Насеље се налази на надморској висини од 112 м.